# Simat de la Valldigna (kommunhuvudort)
Simat de la Valldigna är en kommunhuvudort i Spanien.   Den ligger i provinsen Província de València och regionen Valencia, i den östra delen av landet, 300 km sydost om huvudstaden Madrid. Simat de la Valldigna ligger 449 meter över havet och antalet invånare är 3 291.
Terrängen runt Simat de la Valldigna är huvudsakligen kuperad. Simat de la Valldigna ligger uppe på en höjd. Runt Simat de la Valldigna är det ganska tätbefolkat, med 129 invånare per kvadratkilometer. Närmaste större samhälle är Gandia, 13,7 km sydost om Simat de la Valldigna. 